# ناحیه تادف
ناحیه تادف (به عربی: ناحیة تادف) یک ناحیه در سوریه است که در منطقه الباب واقع شده‌است. ناحیه تادف ۴۱٬۹۵۱ نفر جمعیت دارد.
این ناحیه در عملیات سپر فرات به تصرف کامل شورشیان ارتش آزاد سوریه و ترکیه درآمد.